# کاروی چاپو
کاروی چاپو (مجاری: Károly Csapó؛ زادهٔ ۲۳ فوریهٔ ۱۹۵۲) بازیکن فوتبال اهل مجارستان بود.
از باشگاه‌هایی که در آن بازی کرده‌است می‌توان به باشگاه فوتبال تولوز اشاره کرد.
وی همچنین در تیم ملی فوتبال مجارستان بازی کرده‌است.